# Češinovo-Obleševo
Češinovo-Obleševo (Macedonisch: Чешиново-Облешево) is een gemeente in Noord-Macedonië.
Češinovo-Obleševo telt 7490 inwoners (2002). De oppervlakte bedraagt 132,2 km², de bevolkingsdichtheid is 56,7 inwoners per km².